# Jogo de negócios
Jogo de negócios (em inglês: business game) refere-se a um jogo eletrônico de simulação que é usado como ferramenta educacional para treinamento em gestão. Os jogos de negócios podem ser usados para vários treinamentos em diversos negócios como: gestão como um todo, finanças, comportamento organizacional, recursos humanos, etc.
Business games ou Jogos de Negócios são usados como uma ferramenta de ensino em Universidades, em especial, em escolas de administração, mas também como ferramentas para educação de executivos.
Simulações são consideradas formas inovadoras de aprendizado (Aldrich 2004), e são normalmente ferramentas computacionais.

## Histórico
Os simuladores de negócios computacionais tem uma história que começa na década de 50, iniciada a partir do uso deste tipo de ferramentas em jogos para treinamentos de guerras pelos militares (Wells 1990).
Jogos de negócios vem sendo usados desde então como um significativo método de ensino de práticas de gestão (Jackson 1959) (Andlinger 1958). Hoje são utilizados pelas grandes escolas de administração, e universidades. Por exemplo, a  Universidade de Washington vem usando essas ferramentas em sala desde 1957 (Saunders 1996, p. 49).

## Pesquisa
É crescente o número de pesquisas acadêmicas que vem sendo desenvolvidas em torno dos jogos de negócios, nos métodos de ensino e como desenhá-los da melhor forma, inclusive em centros de pesquisa no Brasil. É o caso, por exemplo, do COPPE, que é associado a UFRJ, e do Centro de Informática da Universidade Federal de Pernambuco (CIn), que desenvolve pesquisas nas áreas de Atores sintéticos, bem como aplicações diferenciadas deste tipo de ferramenta no mercado. É importante lembrar, no entanto, que as universidades brasileiras ainda estão distantes do mercado, dificultando, assim, iniciativas como estas que exigem proximidade entre estes. O próprio CIn tem desenvolvido parcerias relevantes e estimula que seus alunos e professores estejam engajados em projetos acadêmicos com foco nos objetivos do mercado.
Journals:
- «Simulation & Gaming: An International Journal of Theory, Practice, and Research» (em inglês)